# Apofallazione
L'apofallazione è un comportamento osservato in alcune specie di lumache terrestri, ossia gasteropodi polmonati e quindi ermafroditi, che consiste nel recidere a morsi il pene del partner o il proprio (nel qual caso si definisce auto-apofallazione) dopo l'accoppiamento. Tale comportamento è stato osservato, con alcune differenze, in alcune specie del genere Ariolimax, come la Ariolimax californicus, e nella Deroceras laeve.

## Descrizione

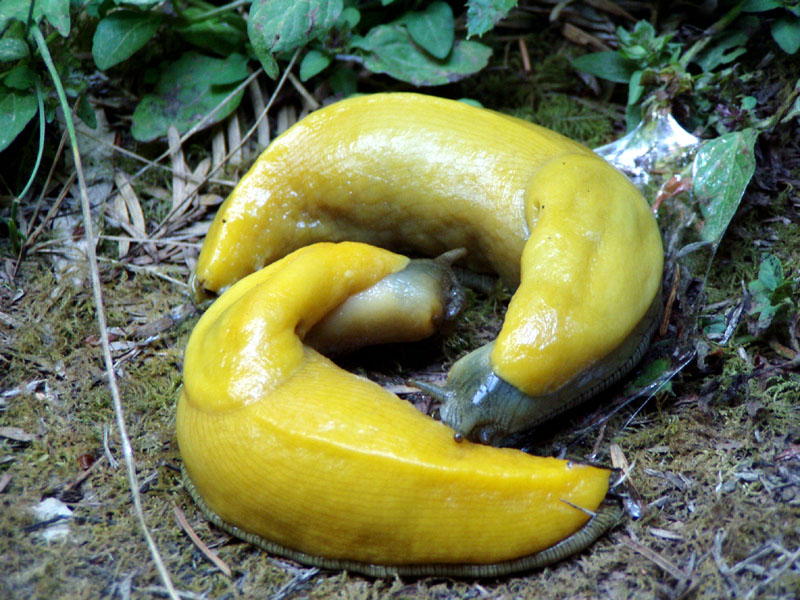
Due lumache del genere Ariolimax mentre si dispongono all'accoppiamento

Nell'Ariolimax californicus, l'organo riproduttivo maschile, che risulta introflesso e che, una volta estroflesso, può avere dimensioni paragonabili a quelle dell'intero corpo, è situato vicino alla testa, mentre l'organo riproduttivo femminile è situato verso la fine del corpo; per questo, in fase di accoppiamento i due esemplari si dispongono in senso inverso, in modo da avere la testa vicino all'organo femminile del partner, e poi si penetrano a vicenda. Durante quest'ultima fase può capitare che, forse a causa della contrazione di alcuni muscoli, il pene rimanga intrappolato all'interno del corpo del partner e che quindi il partner o l'individuo stesso procedano a strapparlo a morsi. All'individuo apofallato non cresce nessun pene in sostituzione di quello reciso, ma esso può comunque nuovamente accoppiarsi, essendo ermafrodita, come femmina. Il motivo di tale comportamento non è chiaro ma, oltre al fatto di potersi separare l'uno dall'altro, è stata anche proposta una teoria secondo cui l'asportazione del pene del partner, e quindi il fatto di renderlo inabile ad accoppiarsi nuovamente come maschio, potrebbe, non solo garantire all'asportatore l'eliminazione di un altro maschio e quindi una maggior possibilità di trasmettere il proprio patrimonio genetico, ma anche far sì che esso in futuro accumuli risorse solo e soltanto per la produzione di uova, portando quindi a una maggior possibilità di conservazione della specie.
Un caso ancora più enigmatico è pero quello della specie Deroceras laeve. Se infatti nel caso dell'Ariolimax californicus l'apofallazione avviene solo in alcuni casi, nel caso della Deroceras laeve accade quasi sempre che, dopo l'accoppiamento, senza che ci sia alcun impedimento alla separazione dei due individui, dato che in questa specie lo scambio di sperma è esterno e non vi è alcuna penetrazione, gli individui strappino a morsi il proprio pene, si parla quindi di auto-apofallazione, il quale viene poi mangiato dal partner. Quello che rende questo comportamento più difficile da comprendere rispetto a quello dell'Ariolimax californicus è che nella Deroceras laeve, così come nelle altre specie del genere Deroceras, lo sperma dei due individui viene scambiato da pene a pene, e di conseguenza, una volta reciso l'organo, un individuo non è più in grado di accoppiarsi né come maschio né come femmina. Al 2020, l'unica ipotesi avanzata è che, a causa di una secrezione rilasciata dal partner, il pene dell'individuo perda la capacità di ritrarsi e introflettersi, e che quindi esso sia costretto ad amputarselo; in questo caso l'auto-apofallazione sarebbe quindi il risultato della strategia adottata da entrambi gli individui per eliminare un rivale e garantire maggiori probabilità di diffusione al proprio patrimonio genetico.